# Qatar ExxonMobil Open 2008
Відкритий чемпіонат Катару 2008 (також відомий як Qatar ExxonMobil Open 2008 за назвою спонсора) — 16-й чоловічий тенісний турнір, який відбувся з 31 грудня по 5 січня в місті Доха (Катар) на відкритих твердих кортах у Міжнародному центрі тенісу і сквошу Халіфа. Був одним зі змагань ATP International Series як частини Туру ATP 2008.
Посів у чоловічому одиночному розряді очолювали: четвертий номер рейтингу ATP, півфіналіст Відкритого чемпіонату США 2007 і переможець Кубка Кремля 2007 Микола Давиденко, переможець Open de Moselle 2007 Томмі Робредо, тріумфатор Відкритого чемпіонату Санкт-Петербурга 2007 і фіналіст минулорічного Qatar Open Енді Маррей. Серед інших сіяних були: минулорічний чемпіон Qatar Open Іван Любичич, переможець Відкритого чемпіонату Стокгольма Іво Карлович, Філіпп Кольшрайбер, Ігор Андрєєв і Дмитро Турсунов.

## Переможці

### Одиночний розряд
Енді Маррей —  Стен Вавринка, 6–4, 4–6, 6–2

### Парний розряд
Філіпп Кольшрайбер /  Давід Шкох —  Джефф Кутзе /  Веслі Муді, 6–4, 4–6, [11–9]